# Markranstädt
Markranstädt es un municipio situado en el distrito de Leipzig, en el estado federado de Sajonia (Alemania), a una altitud de 120 metros. Su población a finales de 2016 era de unos 15 000 habitantes y su densidad poblacional, 270 hab/km².